# Mike Lapper
Michael Steven Lapper (Redondo Beach, 1970. augusztus 28. – ) amerikai válogatott labdarúgó.

## Pályafutása

### Klubcsapatban
Redondo Beachben született Kaliforniában. 1988 és 1991 között a Kaliforniai Egyetem (UCLA) csapatában (UCLA Bruins) játékosa volt, de vele párhuzamosan 1988 és 1989 között a Western Soccer League-ben szereplő Los Angeles Heat együttesében is játszott.
Profi pályafutását 1994-ben a német másodosztályban szereplő VfL Wolfsburg csapatában kezdte, ahol egy évig játszott. 1995 és 1997 között Angliában a Southend Unitednél szerepelt. 1997-ben hazatért az Egyesült Államokba az MLS-ben szereplő Columbus Crew csapatához, ahol 1997 és 2002 között 110 mérkőzésen lépett pályára.

### A válogatottban
1991 és 1995 között 43 alkalommal szerepelt az Egyesült Államok válogatottjában és 1 gólt szerzett. 1991 április 7-én egy Dél-Korea elleni mérkőzésen mutatkozott be a nemzeti csapatban.
Tagja volt az 1992. évi nyári olimpiai játékokon és az 1992-es konföderációs kupán szereplő válogatottak keretének. Részt vett a hazai rendezésű 1994-es világbajnokságon, de egyetlen mérkőzésen sem lépett pályára. Ezen kívül tagja volt az 1993-as és az 1995-ös Copa Américán résztvevő csapatok keretinek is.

## Sikerei
Egyesült Államok
- Konföderációs kupa bronzérmes (1): 1992

## Külső hivatkozások
- Mike Lapper – a FIFA adatbázisában
- Mike Lapper adatlapja a National-Football-Teams.com oldalon (angolul)

- Mike Lapper adatlapja a worldfootball.net oldalon (angolul)
- Mike Lapper (angol nyelven). MLSsoccer.com
- Mike Lapper (angol, francia, spanyol nyelven). FootballDatabase.eu
- Mike Lapper profilja az Olympedia oldalán (angolul)